# До края на света (филм)
„До края на света“ (на английски: Until the End of the World; на немски: Bis ans Ende der Welt; на френски: Jusqu'au bout du monde) е епичен научнофантастичен филм от 1991 г. на режисьора Вим Вендерс, който е съсценарист с Питър Пери.
Във филма участват Уилям Хърт, Солвейг Домартин, Сам Нийл, Макс фон Сюдов, Рюдигер Фоглер, Ърни Динго и Жана Моро.

## Актьорски състав
- Солвейг Домартин – Клер Турньор
- Чик Ортега – Чико Реми
- Еди Мичъл – Реймънд Моне
- Уилям Хърт – Сам Фарбър/Тревър МакФий
- Адел Лъц – Макико
- Ърни Динго – Бърт
- Сам Нийл – Юджийн Фицпатрик
- Рюдигер Фоглер – Филип Винтер
- Елена Смирнова – Красикова
- Кунико Мияке – госпожа Мори
- Чишу Рю – господин Мори
- Алън Гарфилд – Дилър на използвани коли
- Лоис Чилс – Елза Фарбър
- Дейвид Гулпилил – Дейвид
- Жана Моро – Едит Фарбър
- Джими Литъл – Питър
- Макс фон Сюдов – Хенри Фарбър[2]